# Hans Kannengießer

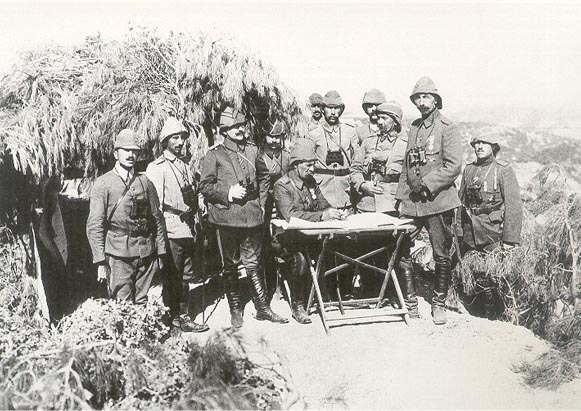
Oberst Kannengießer, dritter von Rechts

Hans Kannengießer (* 25. Juni 1868 in Görlitz; † 1945 in Neubrandenburg) war ein preußischer und osmanischer Generalmajor sowie Pascha.

## Leben
Kannengießer durchlief eine Offizierslaufbahn in der Preußischen Armee, war als Major (Beförderung am 21. Juli 1908) 1911 für die Pensionsabteilung des Kriegsministeriums in Berlin im Kollegium zur Entscheidung von Pensionierungsfragen und im Jahr darauf Kommandeur des I. Bataillons des Infanterie-Regiments 27. Im gleichen Jahr kam er als Mitglied der Deutsche Militärmissionen im Osmanischen Reich nach Istanbul und wurde als Oberst Abteilungschef im osmanischen Generalstab. Nach Ausbruch des Ersten Weltkriegs wurde er zum Generalmajor befördert und zum Kommandeur der 9. Division der 5. Osmanischen Armee ernannt, mit der er an der Schlacht von Gallipoli teilnahm und verwundet wurde. Am 6. August 1915 bei der Landung in Anafartalar und der darauf folgenden Schlacht bei Anafarta gelang es ihm mit 20 Soldaten stundenlang ca. 16 000 Australier aufzuhalten, die nicht wussten, wie schwach die Stellungen vor ihnen besetzt waren. Später fungierte er als stellvertretender Kommandierender General des XVI. Osmanischen Armee-Korps und war Kommandierender General des XIV. Osmanischen Armee-Korps. In gleicher Eigenschaft befehligte Kannengießer auch das XXV. Osmanischen Armee-Korps bei Edirne.

## Veröffentlichungen
- Gallipoli, Bedeutung und Verlauf der Kämpfe 1915. Melchior Verlag, Reprint von 1927, ISBN 3-942562-70-7, Liman von Sanders schrieb das Vorwort. Diese Buch ist seit 2009 auch ins Türkische übersetzt.
- Kleine Ursachen – große Wirkung, Beginn der Augustschlacht 1915 auf Gallipoli: Die August-Kämpfe im Jahr 1915 in Gallipoli. in: Wissen und Wehr. 1939